# Adiss Harmandian
Adiss Harmandian (em armênio/arménio:  Ատիս Հարմանտեան; Beirute, 14 de janeiro de 1945 - Santa Mônica, 1 de setembro de 2019) foi um cantor libanês-armênio. Pôs início à sua carreira com o single "Dzaghigner" (em armênio/arménio:  Ծաղիկներ), que rapidamente tornou-se popular, e lançou 40 álbuns, cerca de 400 canções, recebendo diversos prêmios, tanto armênios quanto estrangeiros.
Se mudou para os EUA durante a Guerra Civil Libanesa e faleceu em 2019 com 74 anos após uma batalha de 15 anos contra o câncer.

## Início de vida
Adiss Harmandian nasceu em 14 de janeiro de 1945 em Beirute, Líbano, filho de sobreviventes do genocídio armênio.

## Carreira
Sua carreira começou na década de 1960, com a canção "Dzaghigner" (em armênio/arménio:  Ծաղիկներ), que rapidamente ganhou popularidade entre os libaneses e os armênios da diáspora. Harmandian é considerado um pioneiro do gênero estradayin da música armênia. Músicas do gênero, como "Nouné" do próprio Harmandian (em armênio/arménio:  Նունէ) ou "Karoun Karoun" (em armênio/arménio:  Գարուն գարուն), são cantadas principalmente em armênio e foram influentes na formação da identidade armênia tanto no Líbano, como no Oriente Médio e em toda a diáspora armênia.
Ele também foi vocalista principal da banda The Heliums, que tocava covers de músicas europeias.
Harmandian lançou 40 álbuns e cerca de 400 canções e recebeu vários prêmios, tanto no exterior quanto na Armênia. Durante a Guerra Civil Libanesa, Harmandian emigrou para Los Angeles, nos Estados Unidos.

## Morte
Faleceu em 1º de setembro de 2019 aos 74 anos no UCLA Medical Center, Santa Mônica, tendo lutado por 15 anos contra o câncer.